# Setaria scottii
Setaria scottii là một loài thực vật có hoa trong họ Hòa thảo. Loài này được (Hack.) A.Camus miêu tả khoa học đầu tiên năm 1928.